# NGC 4536
NGC 4536 је спирална галаксија у сазвежђу Девица која се налази на NGC листи објеката дубоког неба.
Деклинација објекта је + 2° 11' 14" а ректасцензија 12h 34m 26,9s. Привидна величина (магнитуда) објекта NGC 4536 износи 10,3 а фотографска магнитуда 11,1. Налази се на удаљености од 15,001 милиона парсека од Сунца. NGC 4536 је још познат и под ознакама UGC 7732, MCG 0-32-23, CGCG 14-68, VCC 1562, UM 506, IRAS 12318+0227, PGC 41823.